# Walter Hubert Weiss

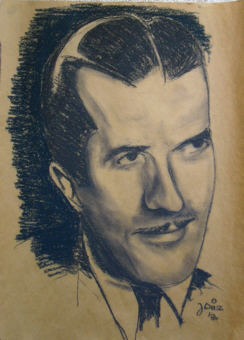
Kohlezeichnung, Porträt W.H.Weiss

Walter Weiss (* 15. Juni 1910 in Wiesbaden-Biebrich; † 18. August 1950 in München) war ein Jazz- und Bigband-Musiker. Er spielte Solotrompete, Saxophon, Klarinette, Kontrabass und trat gelegentlich als Sänger auf.

## Leben und Wirken
Walter Weiss war der Sohn des Kammersängers und Akademieprofessors Eugen Robert Weiss und dessen Frau Marie-Louise Müller-Weiss, Hofopernsängerin.
Seine künstlerische Laufbahn begann etwa 1929. Vor dem Krieg spielte Weiss in den Kapellen von Peter Kreuder und Adi Rauch und war seinerzeit auch an Filmaufnahmen der Emelka beteiligt. 1938 wurde Weiss zur Wehrmacht eingezogen. Im Februar 1947 wurde er aus der Gefangenschaft entlassen. Bereits wenige Wochen später begann Walter Weiss, obwohl durch mehrere Verwundungen gesundheitlich schwer angeschlagen, sofort wieder in München zu arbeiten, hauptsächlich in den damaligen Offizierskasinos der Amerikanischen Armee. In den Jahren 1947 bis etwa 1949 war Weiss Mitglied im Sextett Freddie Brocksiepers. Walter Weiss hatte mit Brocksieper bereits vor dem Krieg in der Kapelle Adi Rauch zusammengearbeitet. Bis zu seinem frühen Tode im August 1950 verband Weiss eine enge Freundschaft mit Hugo Strasser und Max Greger.